# کفار هحورش
کفار هحورش (عبری: כְּפַר הַחֹרֶשׁ, כפר החורש، یعنی دهکده بیشه) یک کیبوتص (دهکده اشتراکی) در شمال اسرائیل است که در نزدیکی ناصره واقع شده‌است.
در سال ۲۰۱۷ جمعیت آن ۶۶۱ بود.

## باستان‌شناسی
از اوایل دهه ۱۹۹۰ یک محوطه مهم باستان‌شناختی در مجاورت کفار هحورش توسط دانشگاه عبری اورشلیم در دست کاوش است که آن را یک مرکز آیینی-تدفینی منطقه‌ای مربوط به دوران نوسنگی پیش از سفال ب می‌دانند.